# Pollock (Misuri)
Pollock es una villa ubicada en el condado de Sullivan en el estado estadounidense de Misuri. En el Censo de 2010 tenía una población de 89 habitantes y una densidad poblacional de 207,01 personas por km².

## Geografía
Pollock se encuentra ubicada en las coordenadas 40°21′30″N 93°5′1″O / 40.35833, -93.08361. Según la Oficina del Censo de los Estados Unidos, Pollock tiene una superficie total de 0.43 km², de la cual 0.43 km² corresponden a tierra firme y (0%) 0 km² es agua.

## Demografía
Según el censo de 2010, había 89 personas residiendo en Pollock. La densidad de población era de 207,01 hab./km². De los 89 habitantes, Pollock estaba compuesto por el 94.38% blancos, el 1.12% eran afroamericanos, el 0% eran amerindios, el 0% eran asiáticos, el 0% eran isleños del Pacífico, el 3.37% eran de otras razas y el 1.12% pertenecían a dos o más razas. Del total de la población el 6.74% eran hispanos o latinos de cualquier raza.